# Sext Noni Quintilià (cònsol sufecte)
Sext Noni Quintilià (llatí: Sextus Nonius Quintilianus) va ser un magistrat romà del segle i. Probablement era fill de Sext Noni Quintilià que havia estat cònsol l'any 8. Formava part de la gens Nònia, una gens romana d'origen plebeu.
Va ser nomenat cònsol sufecte en el regnat de Calígula l'any 40. El trobem mencionat als Fasti.